# Acyrthosiphon brachysiphon
Acyrthosiphon brachysiphon är en insektsart som beskrevs av Hille Ris Lambers 1952. Acyrthosiphon brachysiphon ingår i släktet Acyrthosiphon och familjen långrörsbladlöss. Arten är reproducerande i Sverige. Inga underarter finns listade i Catalogue of Life.